# Dipartimento di Maldonado
Il dipartimento di Maldonado è uno dei 19 dipartimenti dell'Uruguay. Il capoluogo è l'omonima città di Maldonado, la quale forma la seconda conurbazione più popolosa del paese insieme al vicino centro di Punta del Este. Confina a ovest con il dipartimento di Canelones, a nord con il dipartimento di Lavalleja, a est con il dipartimento di Rocha e a sud con il Río de la Plata che lo separa dall'Argentina. Di fronte alle coste del dipartimento si trovano anche le isole di Lobos e Gorriti.

## Storia

### Origini del nome
L'origine del nome risale probabilmente al periodo intorno al 1530, quando il navigatore italiano Sebastiano Caboto partì per la Spagna lasciando il controllo del luogo al tenente Francisco Maldonado, il quale avrebbe poi usato il proprio cognome per indicare la regione, usato circa sessant'anni dopo anche nelle carte geografiche spagnole ufficiali.

### Primi insediamenti
L'importanza strategica dell'area portò l'allora governatore di Montevideo José Joaquín de Viana a decidere di costruire un insediamento a Portezuelo (vicino alla Laguna del Diario) nel 1755. Due anni dopo, nel 1757, fu fondato un insediamento civile e militare attorno alla baia e nella vicina isola di Gorriti. Seguirono altri insediamenti nella zona, con l'intenzione di contrastare l'espansione portoghese. Nel 1828 fu creato il dipartimento di Maldonado, che comprendeva anche i territori ora appartenenti al dipartimento di Rocha e a quello di Lavalleja.

## Centri principali
| Città                  | Popolazione |
| ---------------------- | ----------- |
| Maldonado              | 62.590      |
| San Carlos             | 27.471      |
| Pinares - Las Delicias | 9.819       |
| Punta Del Este         | 9.277       |
| Piriápolis             | 8.830       |
| Cerro Pelado           | 8.177       |
| Pan de Azúcar          | 6.597       |
| San Rafael - El Placer | 3,146       |

| Città                  | Popolazione |
| ---------------------- | ----------- |
| La Capuera             | 2.838       |
| Aiguá                  | 2.465       |
| Barrio Hipódromo       | 1.973       |
| Villa Delia            | 1.703       |
| La Sonrisa             | 1.562       |
| Balneario Buenos Aires | 1.551       |
| El Tesoro              | 1.396       |
| Playa Grande           | 1.031       |

| Insediamento        | Popolazione |
| ------------------- | ----------- |
| Barrio Los Aromos   | 956         |
| Gregorio Aznárez    | 944         |
| Gerona              | 679         |
| Playa Hermosa       | 611         |
| Estación Las Flores | 397         |
| El Chorro           | 392         |
| La Barra            | 339         |